# Quatuor Tchalik
Le Quatuor Tchalik est un quatuor à cordes franco-russe. Il est composé de quatre frères et sœurs et a remporté le premier prix du Concours Mozart de Salzbourg en 2018. Leur premier album Short Stories reçoit le Choc Classica en février 2020.

## Création
D’origine franco-russe, la fratrie Tchalik joue ensemble depuis l’enfance. Leur frère aîné et pianiste Dania s’associe régulièrement au quatuor. Il est composé de Gabriel (1er violon), Louise (2nd violon), Sarah (alto) et Marc (violoncelle). C’est leur père, mélomane, accordeur de piano et ingénieur du son, qui leur a donné le goût de la musique.

## Formation et carrière
Le Quatuor Tchalik a étudié auprès de chambristes de grande renommée, comme Jan Talich et Vladimír Bukač (Quatuor Talich), Yovan Markovitch (Quatuor Danel), Luc-Marie Aguerra (Quatuor Ysaye), et Johannes Meissl (Quatuor Artis). 
Si leur premier concert remonte à 2013, c’est 2016 qui marque un tournant dans leur carrière avec leur entrée dans la classe de Günter Pichler (ancien 1er violon du Quatuor Alban Berg) à Madrid, dans la prestigieuse Escuela Superior de Mùsica Reina Sofia,. 
En 2019, sous la forme de Quintette, les Tchalik sortent l’album Short Stories, fruit d’un travail en résidence avec le compositeur Thierry Escaich (dont Dania Tchalik fut l’élève). Les cinq œuvres sont de la musique de chambre du compositeur, dont trois des premières discographiques. Elles ont été composées entre 2000 et 2018 en hommage au cinéma et pensées comme des courts métrages. L’œuvre éponyme, Short Stories pour violon et piano, est une commande du quatuor au compositeur,. 
Pour accompagner la sortie de cet album, la fratrie Tchalik décide de produire une web-série « Short Stories » de 8 épisodes. Diffusée sur Youtube, elle est produite par Claire Douieb,. 
Le Quatuor se produit en France, notamment dans des festivals reconnus comme ceux de Radio France Occitanie, Flâneries Musicales de Reims, l’Orangerie de Sceaux mais également dans le monde entier en Allemagne, en Belgique, en Suisse, en Hongrie... En septembre 2019, à l’occasion des dix ans du palazzetto Bru-Zane, le Quatuor donne le concert inaugural du festival Reynaldo Hahn à la Scuola Grande di San Giovanni Evangelista. Cette même année, il fait également sa première tournée en Chine. Le Quatuor est régulièrement sollicité pour des concerts radio (nationale et internationale) notamment sur France Musique, la RTBF (Belgique) ou encore SWR2 (Allemagne). 
En 2017, les Tchalik deviennent membres de deux organisations qui œuvrent pour la musique de chambre : Proquartet et le Dimore del Quartetto. 

## Les instruments
Ils collaborent avec le luthier Philippe Mitéran pour avoir des instruments d’un même facteur.  Ils sont tous confectionnés sur neuf années, le premier violon étant fabriqué pour Gabriel en 2007. Le luthier a créé chaque instrument autour du premier afin d’avoir non pas un son uniforme mais complémentaire. Les archets sont de l’archetier Konstantin Cheptitski, également fabriqués à l’intention du Quatuor. 

## Membres
- Gabriel Tchalik (1er violon)
- Louise Tchalik (2nd violon)
- Sarah Tchalik (alto)
- Marc Tchalik (violoncelle)

## Prix et récompenses
- 2016 : Lauréat de la Fondation Safran pour la musique
- 2016 : Chamber Music Award (International Summer Academy de l'université de Vienne)
- 2017 : Lauréat du Tremplin de la Philharmonie de Paris
- 2017 : Lauréat de la Fondation Monte Dei Paschi à Sienne
- 2018 : 1er prix et Prix spécial pour la meilleure interprétation d’un quatuor de Mozart du Concours Mozart de Salzbourg[18],[19]
- 2019 : Lauréat de l’académie de Heidelberg Frühling

## Discographie
- 2019 : Short Stories (Choc Classica, Février 2020)[1]
- 2021 : Camille Saint-Saëns, Quatuor n°1 op.112 et Quatuor n°2 op.153. CD Alkonost 2021. Choc de Classica, 5 Diapasons